# Oliver Kirk
Oliver Leonard Kirk (Beatrice, Nebraska, 20 de abril de 1884-San Luis, Misuri, 1958) fue un boxeador estadounidense. Es el único pugilista en la historia de las olimpiadas que ha conquistado dos medallas de oro en una competición. Logró esta marca en las categorías de peso gallo y pluma durante los Juegos Olímpicos de San Luis 1904. La primera presea fue ganada por nocaut en única pelea frente a George Finnegan; y la segunda por decisión ante Frank Haller, al no haber otro contendiente. A nivel profesional tuvo un récord de dos victorias y ocho derrotas.